# 博披披穆寺
博披披穆寺（英語：Wat Bophit Phimuk; Wat Bopitpimukh），是曼谷的一座二级皇家寺庙，位于曼谷三攀他旺县扎卡瓦特路山脚附近的分区，帕博告桥与和拍那空县汪布拉帕外围。此寺庙是继金佛寺和差甲瓦寺之外，位于唐人街地区的另一座泰国寺庙。

## 历史
博披披穆寺是一座自阿瑜陀耶王国就存在的古老民间寺庙，由于寺庙位于湄南河东岸，因此被命名为“Wat Teen Lane”或“Wat Choeng Lane” 。该地区有大量泥浆的河流（泰语中“巷”的意思是泥浆）。这座寺庙的建造者不详，推测在那莱王统治之后建造，因为当时它没有出现在吞武里地图上。
大约1781年，拉玛一世统治时期，国王的表弟阿努叻·德韦什王子整修了整座寺庙，国王将其命名为博披披穆寺以示纪念。在拉玛二世统治时期，霍乱流行导致许多人死亡，他们的尸体像金山寺和桑维寺般堆放在寺庙的墓地里。在国王拉玛三世统治时期，木结构建筑被拆除并被砖石建筑所取代。后来，拉玛四世再次修复了这座寺庙，并建造了一座柚木凉亭，其设计是国王的徽章，基座上有一顶王冠，由神话生物守护。这仍然出现在展馆的正面和侧面。僧侣的住所体现了泰国和中国建筑风格的结合。
寺庙的主要佛像是置于大殿内供奉的泰国青铜释迦牟尼坐佛像“Phra Sam Phuttha Bophit”。